# Gaststätte Meyenburger Damm 5
Die ehemalige Gaststätte Meyenburger Damm 5 in der niedersächsischen Gemeinde Schwanewede, Ortsteil Meyenburg, südlich der Kirche St. Luciae, stammt vom Anfang des 20. Jahrhunderts. Aktuell (2025) wird sie zum Wohnen genutzt.
Das Gebäude steht wie der Ortskern unter Denkmalschutz (siehe auch Liste der Baudenkmale in Schwanewede).

## Geschichte und Beschreibung
Meyenburg ist nach der Unterwerfung der Bauernrepublik Osterstade 1233 aus einer Sumpfburg entstanden. Der älteste Siedlungsbereich zwischen der Burg und dem Geestrand besteht aus dem Meyenburger Damm mit ortstypischem Querschnitt und Kopfsteinpflaster sowie seitlicher Begrenzung durch die Laubbäume der Höfe sowie Hecken und wenige Einfriedungen sowie den giebelständigen großen Wohn- und Wirtschaftsgebäuden und Hofanlagen, zumeist in Backstein (Nr. 1, 3, 4, 7, 8, 14 bis 16, 20, 27) sowie Kirche St. Luciae (Nr. 9), Friedhof (Nr. 9), Pfarrhaus (Nr. 11), Schule (Nr. 10) und Gasthaus (Nr. 5).
Das eingeschossige traufständige Gebäude in Backstein mit ziegelgedecktem Satteldach wurde um 1900 gebaut. Die Fassaden erhielten segmentbogenförmige Öffnungen und ein Traufgesims, das auch die Giebelfassade teilt. Zeitweise war hier auch ein Laden.